# Coll de Montsor
El Coll de Montsor és una collada situada a 870,8 msnm en el municipi de la Pobla de Segur, al Pallars Jussà. És al camí vell de la Pobla de Segur a Montsor; és el lloc on enllacen les Marrades de Montsor, al sud-oest, amb el Serrat de la Pleta, al nord-oest, i amb els Rocs de Queralt, a llevant. És al nord del Turó de la Llosa.